# Вівчарик сахалінський
Вівча́рик сахалінський (Phylloscopus borealoides) — вид горобцеподібних птахів родини вівчарикових (Phylloscopidae). Мешкає в Східній Азії. Раніше вважався підвидом світлоногого вівчарика, однак був визнаний окремим видом.

## Опис
Довжина птаха становить 11,5 см, вага 8,5-10,7 г. Голова і шия темно-сірі, спина і надхвістя зеленуваті з оливково-коричневим відтінком. Нижня частина тіла білувата, боки і груди з боків сірувато-охристі. Хвіст коричневий, на кінці оливково-коричневий, відносно короткий. Крила відносно довгі. Через очі ідуть темні смуги, над очима білуваті "брови".

## Поширення і екологія
Сахалінські вівчарики гніздяться на Сахаліні, на Південних Курильських островах та на островах Японського архіпелагу. У серпні-вересні вони мігрують на острови Окінава і Амамі в архіпелазі Рюкю, повертаються на північ у квітні-травні. На міграції вони зустрічаються на островах біля берегів Корейського півострова, на Тайвані та на східному узбережжі Китаю. Сахалінські вівчарики живуть у вільхових і вербових лісах в долинах, в темнохвойно-березових лісах в горах, в ярах, поблизу річок і струмків, на висоті до 1000 м над рівнем моря. Живляться комахами та іншими безхребетними. Сезон розмноження триває в травні-червні. Гніздо кулеподібне з бічним входом, робиться з моху і листя, розміщується в трухлявому пні або в заглибині між корінням дерев. В кладці 6-7 білих яєць. Інкубаційний період триває 12-13 днів. Пташенята покидають гніздо через 14-15 днів після вилуплення.